# Rare and Unissued
Rare and Unissued  — альбом-сборник Мадди Уотерса, выпущенный в 1984 году, содержит ранние редкие и неизданные записи музыканта периода 1947—1960 годов. Лауреат 6th Blues Music Awards 1985 года в номинации «Перевыпущенный альбом» .

## Об альбоме
Продюсер, историк блюза Дик Шурман в начале 1980-х годов провёл много времени в хранилищах Chess Records чтобы собрать «эту безупречную коллекцию из 14 песен, неизданных и редких, большинство из которых относятся к расцвету Мадди Уотерса в 1947—1954 годах» 
Роберт Кристгау, поставив альбому «A», отмечал новизну материала: «Величайшие хиты Уотерса уже настолько глубоко в нас, так что эта неизвестность будит ваше благоговение и позволяет вам услышать это исполнение, которое, как знают бесчисленные белые блюзмены, заставляет всю его музыку прям-таки выпрыгивать из вас. „Feel Like Going Home“, блюз в стиле Роберта Джонсона, который с технологией звукозаписи приумножает власть ритма и звука от гитары и вокала Уотерса, является самым простым и самым захватывающим. А „Mean Disposition“ и „Iodine In My Coffee“ были бы величайшими хитами сегодня, если бы они не вышли около 1950 года. Такие универсальные вещи, как „Born Lover“ и „Little Anna Mae“, заставляют меня задуматься, как он записывал свои обычные вещи» .
Без Тёрнер, обозреватель лондонского журнала Juke Blues в 1985 году сказал, что «В альбоме нет ничего, что могло бы получить оценку меньше, чем выдающийся» 

## Список композиций
Все песни авторства Мадди Уотерса
| №  | Название                           | Год записи | Длительность |
| -- | ---------------------------------- | ---------- | ------------ |
| 1. | «Little Anna Mae»                  | 1947       | 2:29         |
| 2. | «Mean Disposition»                 | 1948       | 2:28         |
| 3. | «Feel Like Going Home»             | 1948       | 3:10         |
| 4. | «You're Gonna Miss Me»             | 1949       | 2:33         |
| 5. | «Stand Here Trembling»             | 1949       | 2:21         |
| 6. | «Last Time I Fool Around With You» | 1950       | 2:32         |
| 7. | «Where's My Woman Been»            | 1950       | 3:02         |

| №   | Название                | Год записи | Длительность |
| --- | ----------------------- | ---------- | ------------ |
| 8.  | «Gal You Gotta Watch»   | 1952       | 2:45         |
| 9.  | «Lonesome Day»          | 1952       | 3:25         |
| 10. | «Iodine In My Coffee»   | 1952       | 3:27         |
| 11. | «Smokestack Lightning»  | 1954       | 3:05         |
| 12. | «Let Me Hang Around»    | 1957       | 2:11         |
| 13. | «Born Lover»            | 1958       | 2:34         |
| 14. | «Deep Down In My Heart» | 1960       | 3:03         |

## Участники записи
- Мадди Уотерс  — гитара (A1 — B3, B7), вокал

- Джимми Роджерс — гитара (A7 — B4)
- Лерой Фостер — гитара (A4 — B1),  ударные (A6)
- Тампа Ред — гитара (A6)
- Роберт Локвуд — гитара (B5)
- Пэт Хейр  — соло-гитара (B6, B7)
- Джеймс Коттон  — губная гармоника (B5, B7)
- Джуниор Уэллс  — губная гармоника (B3)
- Литтл Уолтер  — губная гармоника (B1, B2, B4, B6)
- Литтл Джонни Джонс — фортепиано (A6)
- Отис Спэнн — фортепиано (B4 — B7)
- Санниленд Слим — фортепиано (A1, A2)
- Алекс Аткинс — саксофон-альт (A2)
- Маркус Джонсон  — саксофон-тенор (B5)
- Эндрю Стивенсон — бас-гитара (B5)
- Рэнсон Ноулинг — бас-гитара (A6)
- Вилли Диксон — бас-гитара (B4)
- Эрнест «Биг» Кроуфорд — контрабас  (A1 — A5)
- Элджин Эдмондс — ударные (A7 — B3)
- Фред Белоу — ударные (B4)
- Фрэнсис Клей — ударные (B5, B6)
- Одди Пейн — ударные (A6, A7)

## Производство
- Фредди Джефферис — продюсер компиляции
- Милтон Мальден — продюсер компиляции
- Норман Шенефельд — продюсер компиляции
- Эрик Торнгрен — звукооператор
- Хему Аггарвал — артдиректор
- Дик Шурман — аннотация